# Ferranti Mark 1
Il Ferranti Mark 1, noto anche come Manchester Electronic Computer o anche Manchester Ferranti, è stato il primo computer elettronico di uso generale al mondo ad essere messo in commercio. Nonostante fosse stato preceduto dal BINAC e dallo Z4, il Ferranti Mark 1 è considerato il primo computer perché il BINAC non fu sviluppato per essere un computer di uso generale ma per essere impiegato in ambito aerocivile, anche se poi non fu mai usato per questi compiti mentre lo Z4 era un dispositivo elettro-meccanico e non elettronico.

## Storia
Il Ferranti Mark 1 era la versione commerciale del Manchester computer, o Manchester Mark 1, un computer che era stato sviluppato presso l'Università di Manchester da Freddie Williams e Tom Kilburn e poi assemblato da Ferranti, la quale spedì proprio all'università il primo esemplare della macchina a febbraio del 1951, un mese prima della presentazione dell'UNIVAC I. Rispetto al Manchester Mark 1, il Ferranti Mark 1 offriva alcune migliorie tra cui la dimensione delle memorie primaria e secondaria, un moltiplicatore più veloce e delle istruzioni aggiuntive.
Nel 1955, una calcolatrice Ferranti Mark 1* fu il secondo calcolatore elettronico giunto in Italia. Venne installata presso l'Istituto nazionale per le applicazioni del calcolo e chiamata FINAC unendo l'iniziale del produttore con la sigla dell'istituto.

## Caratteristiche principali
Il Ferranti Mark 1 usava word a 20 bit. Caratteristica peculiare era il sistema di memorizzazione: le word erano memorizzate come singole linee di punti mediante cariche elettriche depositate sulla superficie di tubi catodici. Si trattava di tubi Williams, ognuno dei quali poteva memorizzare fino a 64 "righe" di punti. Le istruzioni occupavano 1 sola word mentre i numeri ne occupavano 2. La memoria principale era composta da 8 tubi Williams. Altri tubi erano delegati a contenere l'accumulatore (A), il registro "multiplicand/quotient" (MQ) a 40 bit ed 8 "B-lines", o registri indice, una peculiarità del Ferranti Mark 1.
L'accumulatore poteva essere indirizzato come 2 word a 40 bit, ed un'altra word a 20 bit per ogni tubo memorizzava un valore di offset nella memoria secondaria. Questa era composta da una memoria a tamburo di 512 pagine che memorizzava 2 pagine per traccia, con un tempo di rivoluzione di 30 millisecondi. Questa memoria aveva una capacità circa 8 volte quella del prototipo Manchester Mark 1. Per la memorizzazione dei dati fu messo a punto un nuovo sistema di gestione dei segnali elettrici noto in seguito come codifica Manchester.
Le istruzioni del Ferranti Mark 1, una cinquantina in tutto, utilizzavano un formato a "indirizzo singolo" in cui gli operandi erano modificati e lasciati nell'accumulatore. Il tempo medio di esecuzione delle istruzioni era di 1,2 millisecondi, tranne la moltiplicazione che richiedeva "solo" 2,16 millisecondi grazie alla nuova unità di calcolo parallelo sviluppata da Ferranti: la stessa operazione sul prototipo Manchester Mark 1 richiedeva un tempo 5 volte superiore. La moltiplicazione richiedeva circa un quarto delle 4.050 valvole della macchina.
Diverse istruzioni servivano a copiare una word di memoria da uno dei tubi Williams ad un nastro perforato e viceversa; in più a quelle del prototipo c'era un'istruzione per generare numeri pseudo-casuali ed altre per usare i registri B-lines.
La macchina originale era programmata interamente usando caratteri alfanumerici che rappresentavano un valore a 5 bit che poteva essere memorizzato su un nastro perforato: ogni istruzione era rappresentata da un singolo carattere. Gli ingegneri decisero di utilizzare la più semplice delle mappe per convertire i fori sui nastri ed i caratteri digitali che essi rappresentavano. Il risultato fu che i valori da 0 a 31 (numeri a 5 bit) erano in un ordine del tempo casuale: /E@A:SIU½DRJNFCKTZLWHYPQOBG"MXV£.
Il primo computer fu spedito all'Università di Manchester. Il secondo esemplare fu commissionato dall'Atomic Energy Research Establishment e doveva essere consegnato verso la fine del 1952. Ma dopo l'inizio della sua costruzione il Governo britannico cancellò tutti i contratti di appalto superiori alle 100.000 sterline, compreso l'ordine del Mark 1. Ferranti riuscì a vendere la macchina all'Università di Toronto.
Dopo la vendita dei primi 2 esemplari, Ferranti rivide il progetto del computer, che fu ribattezzato Ferranti Mark 1* o Ferranti Mark 1 Star. Rispetto all'originale, questa versione aveva il set di istruzioni rivisto per aumentare l'usabilità della macchina ed una nuova mappa di conversione per i caratteri letti da nastro più ordinata: ø£½0@:$ABCDEFGHIJKLMNOPQRSTUVWXYZ.

## Aspetti ludici
Il Ferranti Mark 1 ha alcuni interessanti primati anche per quanto riguarda l'utilizzo di un computer a fini ricreativi.
- Era disponibile un'istruzione particolare, hoot, che provocava l'emissione di un piccolo suono descrittivo dell'attività che stava compiendo e modificabile in altezza. Questa caratteristica, messa in evidenza da Alan Turing, permise Dietrich Prinz di realizzare dei programmi musicali, ossia che emettevano sequenze di suoni simili a note melodie. La prima registrazione di musica generata da un computer venne eseguita dalla BBC verso la fine del 1951[8][9]. Quando, nel 1955 a Roma, il presidente della Repubblica Giovanni Gronchi inaugurò la FINAC venne accolto dalla Marcia trionfale dell'Aida suonata dal calcolatore.[10]
- Sempre nel 1951, David Caplin e Dietrich Prinz implementarono sul Ferranti Mark 1 il Musikalisches Wurfelspiel di Wolfgang Amadeus Mozart che lo aveva concepito come gioco di corte. Però, in termini più attuali, questo può essere considerato un algoritmo che, partendo da numeri casuali genera motivi musicali. Il programma di Caplin e Prinz è il primo esempio di musica scritta da un calcolatore e l'avvio della cosiddetta Musica aleatoria moderna[11].
- Nel mese di novembre del 1951 Dietrich Prinz scrisse il primo gioco di scacchi per computer proprio per il Ferranti Mark 1 implementando un algoritmo inventato da Alain Turing. Le limitazioni del computer non permisero di scrivere un gioco di scacchi completo ma solo di implementare il "problema di matto in due mosse": il programma analizzava ogni possibile mossa per il Bianco ed il Nero fino a trovare una soluzione.[12][13]